# Somaliakråka
Somaliakråka (Corvus edithae) är en fågel i familjen kråkfåglar inom ordningen tättingar. Den förekommer i torra miljöer i östra Afrika från Eritrea till norra Kenya. Beståndet är livskraftigt.

## Utseende och läte
Somaliakråka är en helsvart kråkfågel med rätt tjock och korplik näbb. Den liknar kortstjärtad korp, men har annan kroppsform, särskilt i flykten, med en mycket längre stjärt. Arten är mycket lik ökenkorp, men mindre i storlek. Typiska fåglar är väldigt annorlunda från svartvit kråka, men hybrider förekommer med varierande vita fläckar på rygg och ovansida. Lätena är typiska grova kraxanden.

## Utbredning och systematik
Fågeln förekommer i Eritrea, Djibouti, östra och södra Etiopien, Somalia, norra Kenya och sydostligaste Sydsudan. Den behandlas som monotypisk, det vill säga att den inte delas in i några underarter.

## Levnadssätt
Somaliakråkan hittas i en rad olika torra miljöer, som savann, törnbuskmarker, öken, städer och odlingsbygd. Den ses ofta i småflockar.

## Status
Arten har ett stort utbredningsområde och beståndet anses stabilt. Internationella naturvårdsunionen IUCN listar den därför som livskraftig (LC).